# Taťána Alexandrovna Jusupovová
Kněžna Taťána Alexandrovna Jusupovová (rusky Татьяна Александровна Юсупова, 29. června 1829, Lucca – 14. ledna 1879, Nyon) byla ruská šlechtična z knížecího rodu Potěmkinů, provdaná Jusupovová a dvorní dáma carevny.

## Život

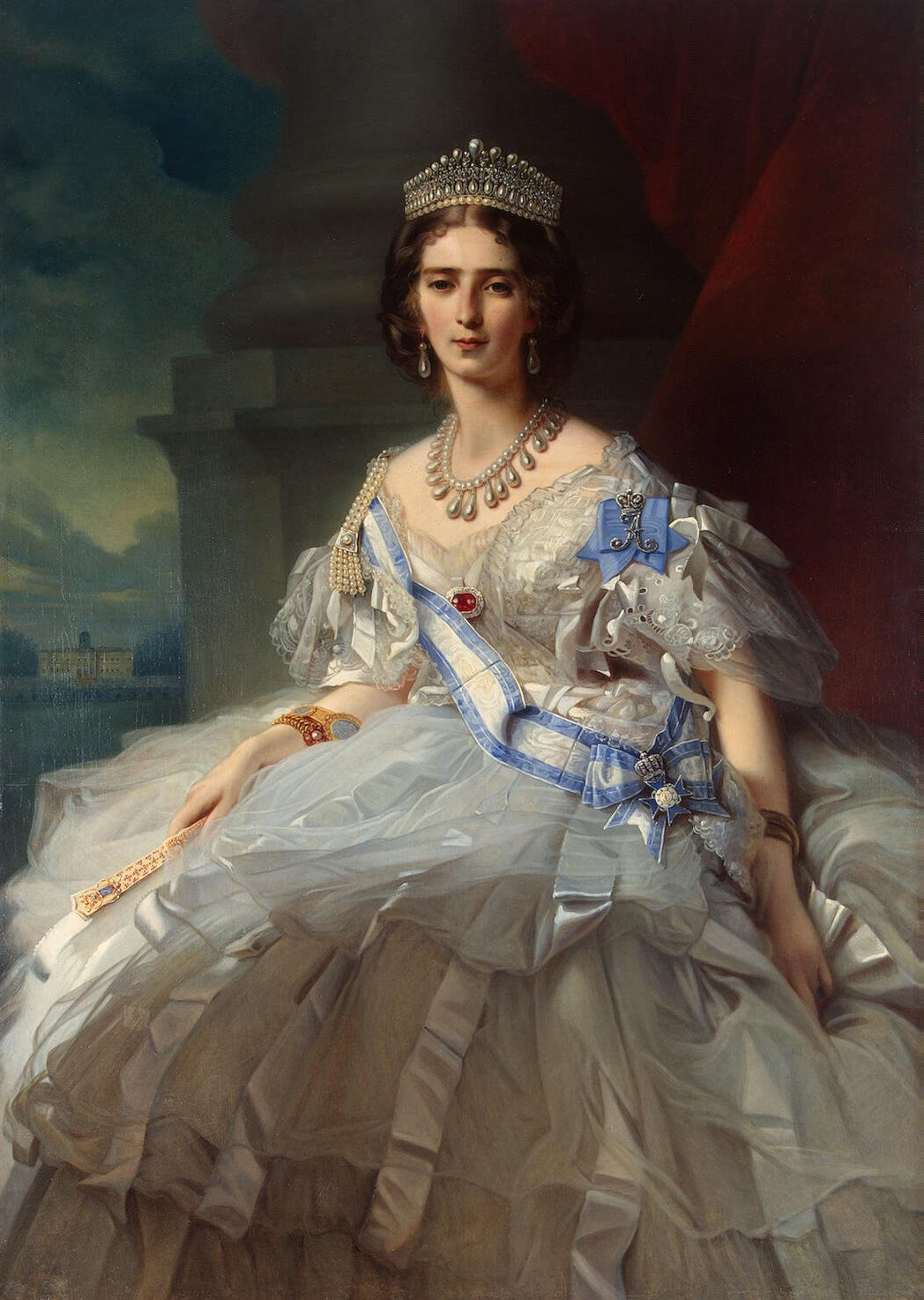
Taťána Alexandrovna Jusupovová na portrétu od Franze Xavera Winterhaltera z roku 1858

Taťána Alexandrovna Jusupovová byla dcerou ruského diplomata hraběte Alexandra Ivanoviče Ribeaupierra (1781–1865) a dvorní dámy hraběnky Jekatěriny Michajlovny, rozené Potěmkinové (1788–1872).
Její otec pocházel z mladší větve alsaského šlechtického rodu a vyrůstal na zámku La Liguiere u Ženevského jezera. Její prarodiče z matčiny strany byli ruský generálporučík Michail Sergejevič Potěmkin a Taťána Vasiljevna Jusupovová, roz. baronka von Engelhardt, neteř slavného knížete Grigorije Alexandroviče Potěmkina. V roce 1856 byl rod Ribeaupierrů carem Alexandrem II. povýšen do hraběcího stavu.
V roce 1856 se Taťána Alexandrovna Jusupovová provdala za maršála knížete Nikolaje Borisoviče Jusupova (1827–1891), syna nevlastního bratra její matky. Jusupovové měli původ v tatarském knížecím rodu a patřili k předním ruským šlechtickým rodům.
Manželé Jusupovovi nějaký čas žili v Mnichově a Paříži.
Taťána Alexandrovna Jusupovová zemřela 14. ledna 1879 ve švýcarském Nyonu.

### Potomstvo
Mazi dětmi a vnoučaty Taťány Alexandrovny Jusupovové byli:
- 1. Zinaida Nikolajevna Jusupovová (2. 9. 1861 Petrohrad – 24. 11. 1939 Paříž)[4] jejím synem byl Felix Jusupov, jeden z vrahů Grigorije Rasputina
⚭ 1882 hrabě Felix Sumarokov-Elston (5. 10. 1856 Petrohrad – 11. 6. 1928 Řím)[5]

- 2. Boris Nikolajevič Jusupov (7. 3. 1863 Petrohrad – 10. 5. 1863 tamtéž)[6]
- 3. Taťána Nikolajevna Jusupovová (14. 2. 1866 – 15. 6. 1888), svobodná a bezdětná[7]

## Vyznamenání
- Řád Terezie Bavorské